# Surtees TS7
Der Surtees TS7 war ein Formel-1-Rennwagen, den das Team Surtees 1970 in der Formel-1-Weltmeisterschaft einsetzte.

## Entwicklungsgeschichte und Technik
Der TS7 war der erste Formel-1-Rennwagen von Surtees. Die Idee zum Wagen hatte John Surtees selbst, die Entwurfs- und Bauarbeiten übernahmen Peter Connew und Shahab Ahmed. Die beiden Konstrukteure folgten beim Fahrgestell dem Surtees TS5, dem Formel-5000-Wagen aus dem Jahre 1969. Äußerlich hatten die beiden Rennwagen jedoch nichts gemein. Der TS7 war schmal, das Aluminium-Monocque war in der damals üblichen Badewannenform gefertigt. Das Fahrzeug hatte den DFV-V8-Motor von Cosworth und ein DG-300-Getriebe von Hewland. Der Frontflügel hatte die Form eines Deltas.
Das Gesamtgewicht war mit 553 kg schon sehr leicht, der zweite Wagen, der im Spätsommer 1970 fertig wurde, war noch um 20 kg leichter. 

## Renngeschichte
Der TS7 hatte seinen ersten Renneinsatz beim Großen Preis von Großbritannien in Brands Hatch. John Surtees wurde Siebter und verfehlte einen Weltmeisterschaftspunkt nur knapp. Beim kanadischen Grand Prix wurde er Fünfter und holte zwei Punkte. Davor hatte Surtees schon den Gold Cup im Oulton Park gewonnen. Insgesamt kamen die Chassis bei 10 Formel-1-Rennen – 7 in 1970 und 3 in der Saison 1971 – zum Einsatz.
Der TS7 wurde 1971 vom TS9 abgelöst.